# Sauchay
Sauchay is een gemeente in het Franse departement Seine-Maritime (regio Normandië) en telt 392 inwoners (1999). De plaats maakt deel uit van het arrondissement Dieppe.

## Geografie
De oppervlakte van Sauchay bedraagt 5,7 km², de bevolkingsdichtheid is 68,8 inwoners per km².
De onderstaande kaart toont de ligging van Sauchay met de belangrijkste infrastructuur en aangrenzende gemeenten.

## Demografie
Onderstaande figuur toont het verloop van het inwonertal (bron: INSEE-tellingen).

## Externe links

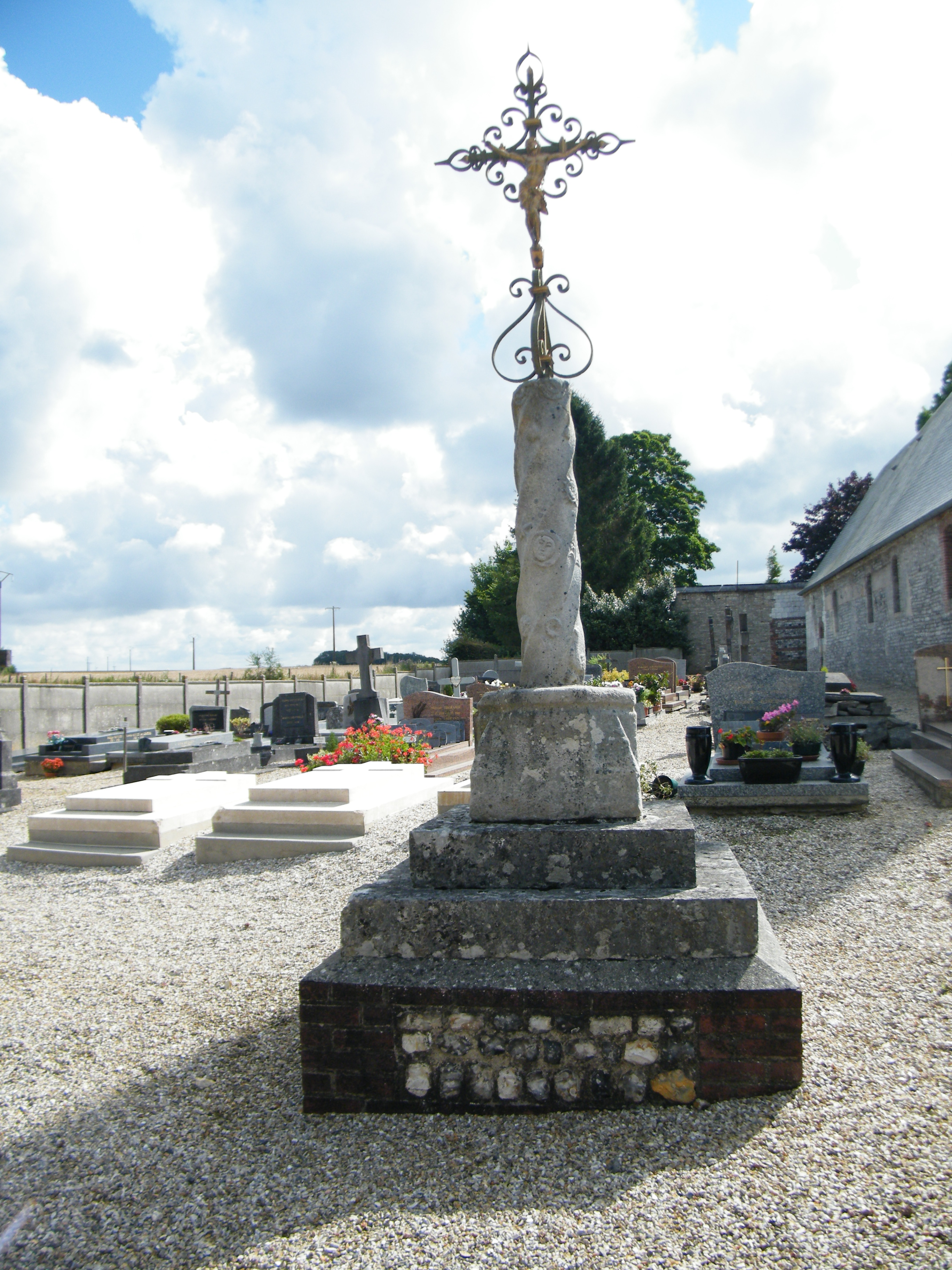
Calvarie naast de kerk in Sauchay
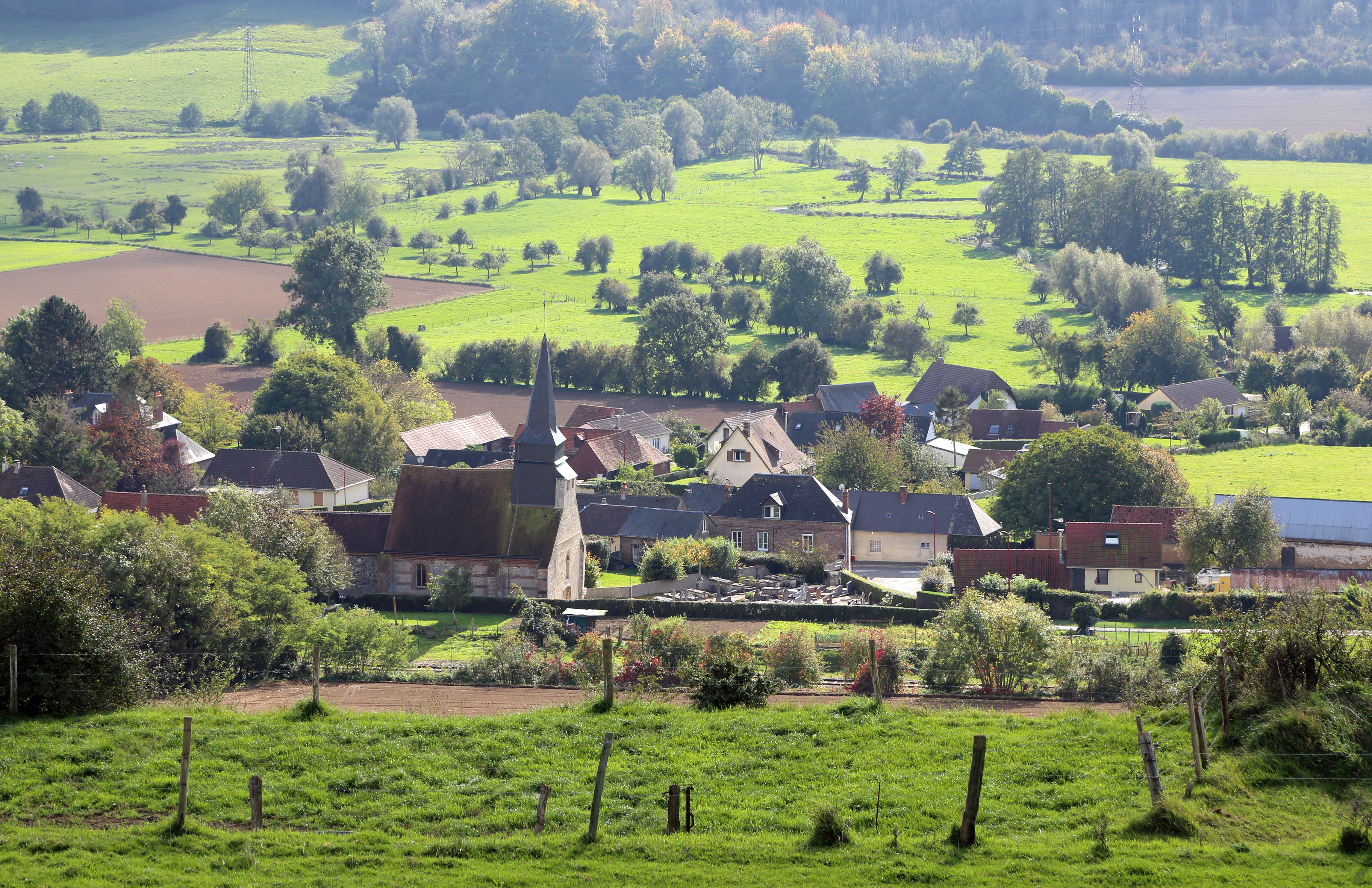
Algemeen gezicht op Sauchay-le-Bas in de vallei
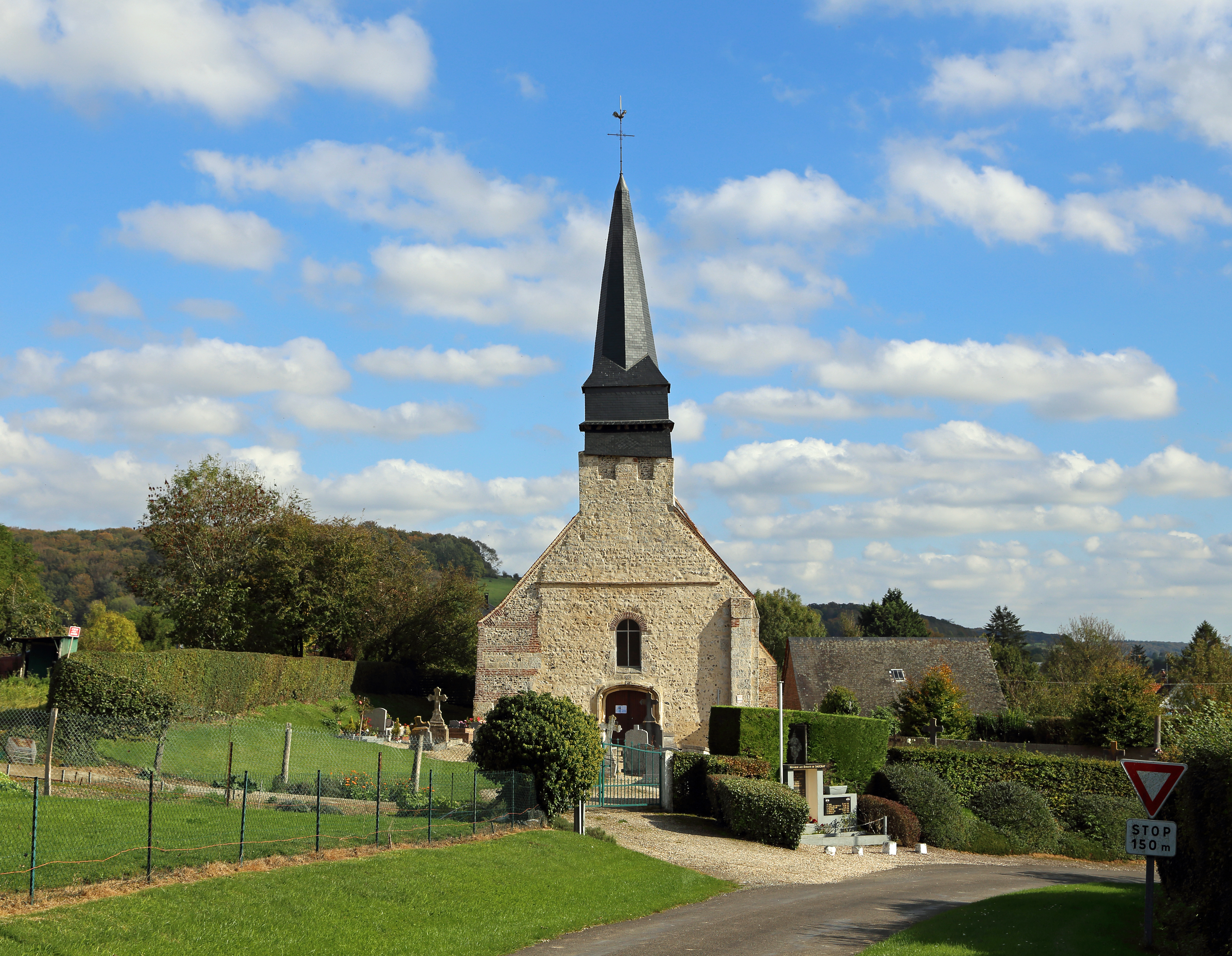
De Sint-Martialiskerk in Sauchay-le-Bas
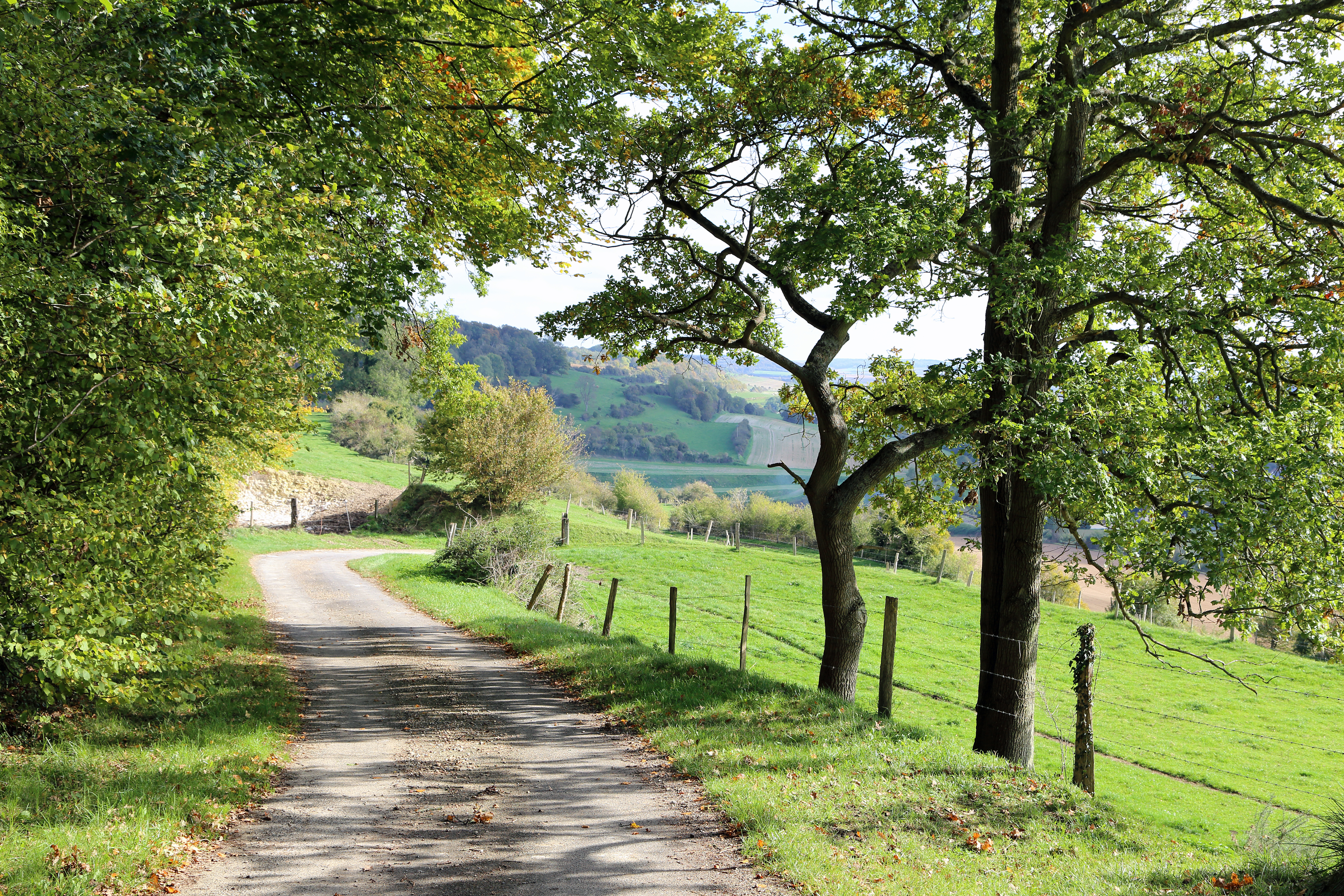
Landschap tussen Sauchay en Sauchay-le-Bas: de Chemin du Manoir